# Katolikus egyház Mexikóban
A római katolicizmus kialakulása Mexikóban meglepően gyorsan történt néhány száz spanyol hódító első expedíciójának hatására 1519-től.

## Története

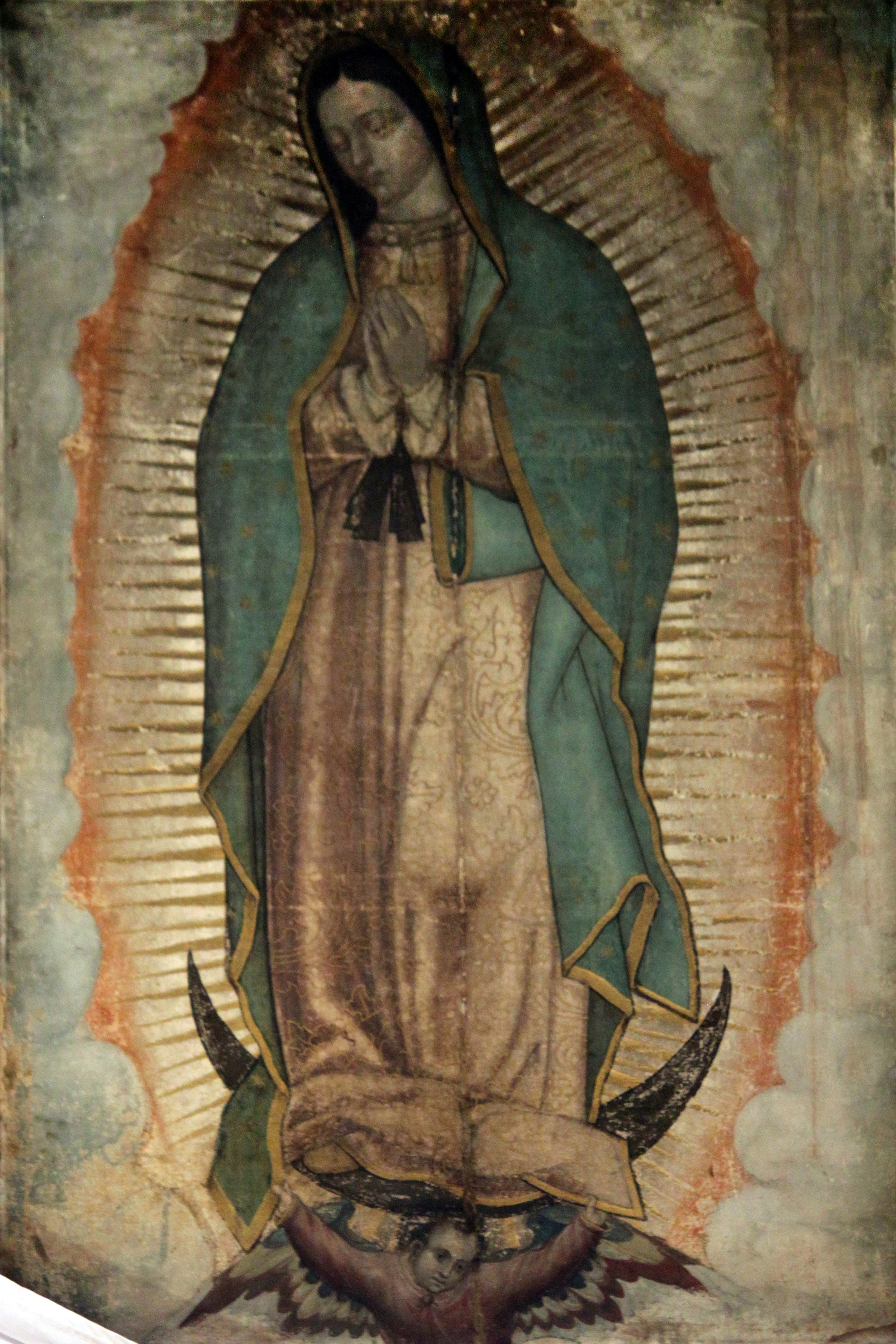
A Guadelupei Szűzanya kegykép

### Spanyol hódítók megteremtik Új-Spanyolországot
Hernán Cortés és spanyol csapatának megjelenése emlékeztette az indiánokat Tollas Kígyó istenükre, aki villámokat szór, szakállas és fehér bőrű. Az indiánok barátságosan fogadták és befogadták őket. Cortés követeléseit, hogy döntsék le a Nagy Templompiramis tetején álló istenszobrokat, állítsanak keresztény szentélyeket a helyükbe és súrolják le a templomot borító embervért, haladéktalanul teljesítették. Az események viszont leigázásba torkollottak később, sőt az indiánok 75–90 százalékát a himlőjárvány is irtotta. A katonai hódítást keresztény hittérítés követte. 10 évvel Cortés megérkezése után váratlan eseményként történt egy Szűz Mária-jelenés, amelyet egy indián, Juan Diego élt meg. Egy indián tilma kép is hirdeti ezt az eseményt. Ma Guadalupei Szűzanya a neve, és az érdeklődés, a zarándoklat folyamatos a kép iránt azóta is. Ez a festmény csodaként állt az indiánok előtt, és tömegesen jelentkeztek keresztelésre, ami segítette a hittérítőket a térítésben. Így elmondható: sok kedvező szerencsés történés együttes hatása vezetett oda, hogy az indiánok – nem minden ellenkezés nélkül, óriási vérveszteséggel – Mexikó területén - majd később egész Dél-Amerika - meghatározó vallása a kereszténység lett.

### Magyar hittérítő
Koncság Nándor (Consag, Konsak, Kúnsági, Konschak) jezsuita 1730-ban érkezett Mexikóba, Kalifornia területére. Itt indiánokat térített, templomot építtetett, két redukciót alapított: a Nuestra Señora de los Dolorest és 1751-ben a Santa Dolorest. Vezetőséget kapott a San Ignacio redukcióban, templomot építtetett és másfél ezer indiánt térített meg. Sikeres tevékenysége miatt egész Mexikó redukcióinak főfelügyelőjévé vált 1753-ban. Munkája révén beutazta egész Mexikót, így oroszlánrészt kapott Mexikó kereszténnyé válásában, miközben kiváló térképészeti munkát végzett és felfedezetlen vidékeket vetett térképre.

### Egyház és állam
Az erős egyházi tulajdonlás a 19 századig tartott, amikor a század közepén államosításra került sor. Az 1917-es alkotmány alapján szigorúan korlátozták a papságot és az egyházi iskolákat bezárták. 1929-ben a Szentszék és az állam ideiglenesen megállapodásra jutott – modus vivendi – a kapcsolatok szabályozásáról. 1992-ben módosították az alkotmányt, legalizálták az idegen papok jelenlétét, az egyházak jogi személyek lehettek az ingatlan megtartásával.

## Adatok
A mexikói vallásosok között 88 százalék római katolikus, 17 százalék protestáns és 5 százalék egyéb vallású. Az összes népesség 78 százaléka hisz egy istenben. 11 százalékuk úgy gondolja, lélekvándorlás útján születünk újra. A függetlenség első évében, 1822-ben – Spanyolország 1821-ben ismerte el Mexikó függetlenségét – a lakosság öt százaléka tudott csak írni.
Az érsekek nagyon jó fizetést, a papság nagyon kevés fizetést kaptak ebben az időben.